# 阿科 (愛達荷州)
阿科（英語：Arco）是一個位於美國愛達荷州布尤特縣的城市。根據2010年美國人口普查，該地人口為995人，而該地的面積約為2.80平方千米。同時該地也是布尤特縣的縣治。著名歷史古蹟實驗性滋生反應爐一號位於此地。

## 地理
阿科的座標為43°38′05″N 113°18′05″W / 43.63472°N 113.30139°W，而該地的平均海拔高度為1653米（即5325英尺）。